# استلیان دوبرف
استلیان دوبرف (بلغاری: Стелиян Добрев؛ زادهٔ ۱۲ نوامبر ۲۰۰۳) بازیکن فوتبال است.
وی همچنین در تیم‌ ملی فوتبال  زیر ۱۹ سال مردان بلغارستان بازی کرده است.